# Chionaema chusanensis
Chionaema chusanensis är en fjärilsart som beskrevs av Embrik Strand 1922. Chionaema chusanensis ingår i släktet Chionaema och familjen björnspinnare. Inga underarter finns listade i Catalogue of Life.